# Soldanella carpatica
Soldanella carpatica är en viveväxtart som beskrevs av Friedrich Vierhapper. Soldanella carpatica ingår i släktet alpklockor, och familjen viveväxter. Inga underarter finns listade i Catalogue of Life.

## Bildgalleri

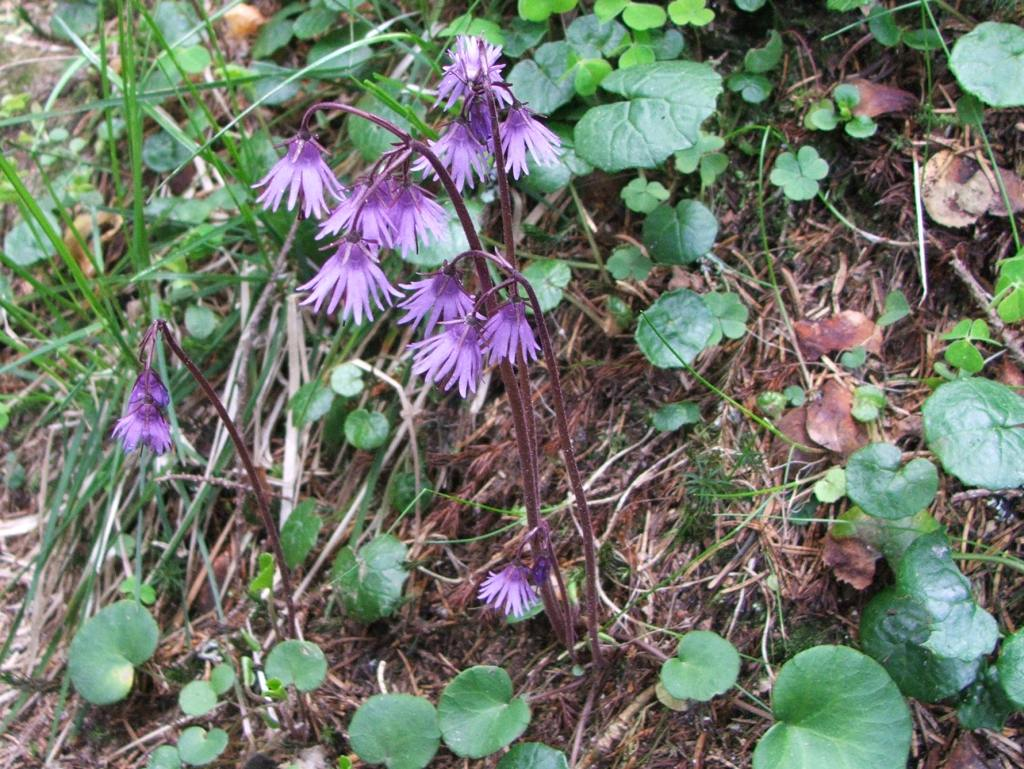
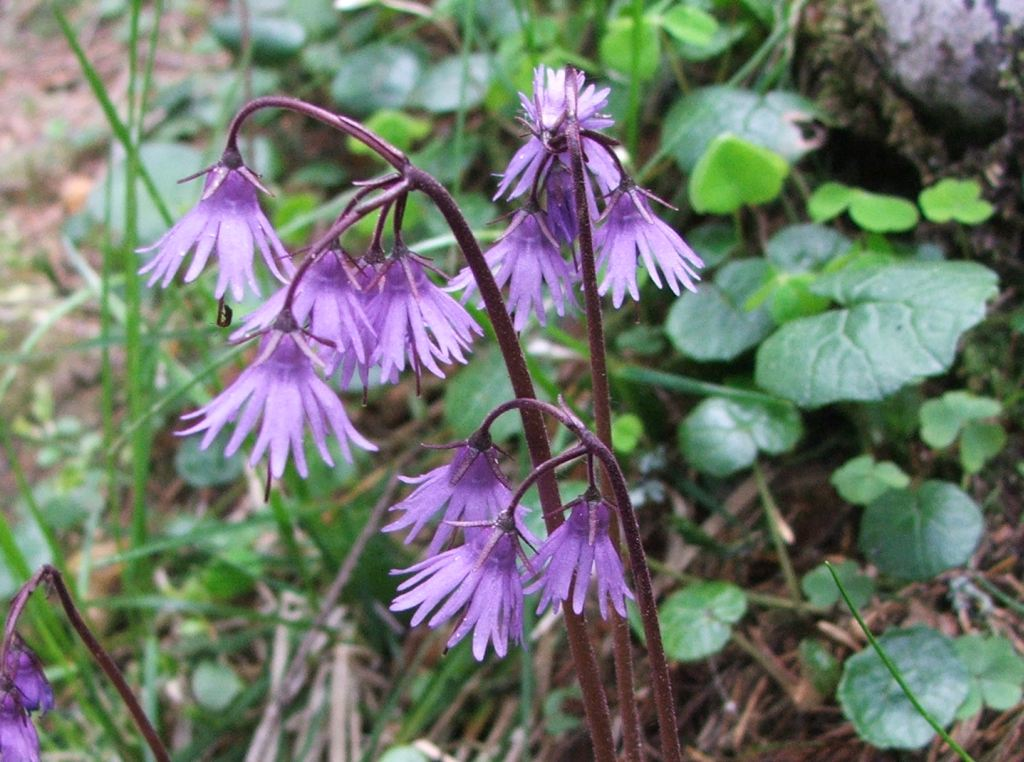
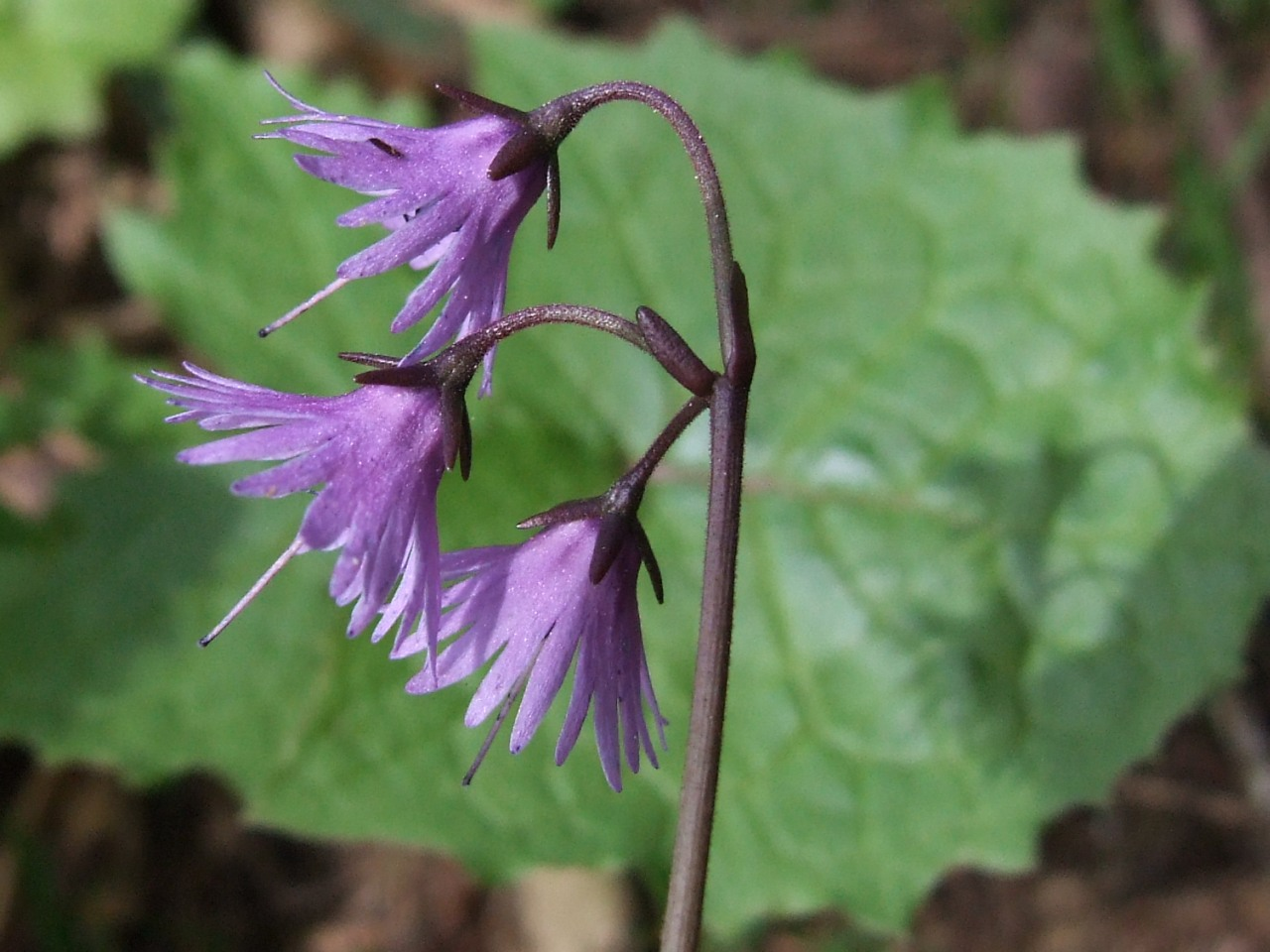
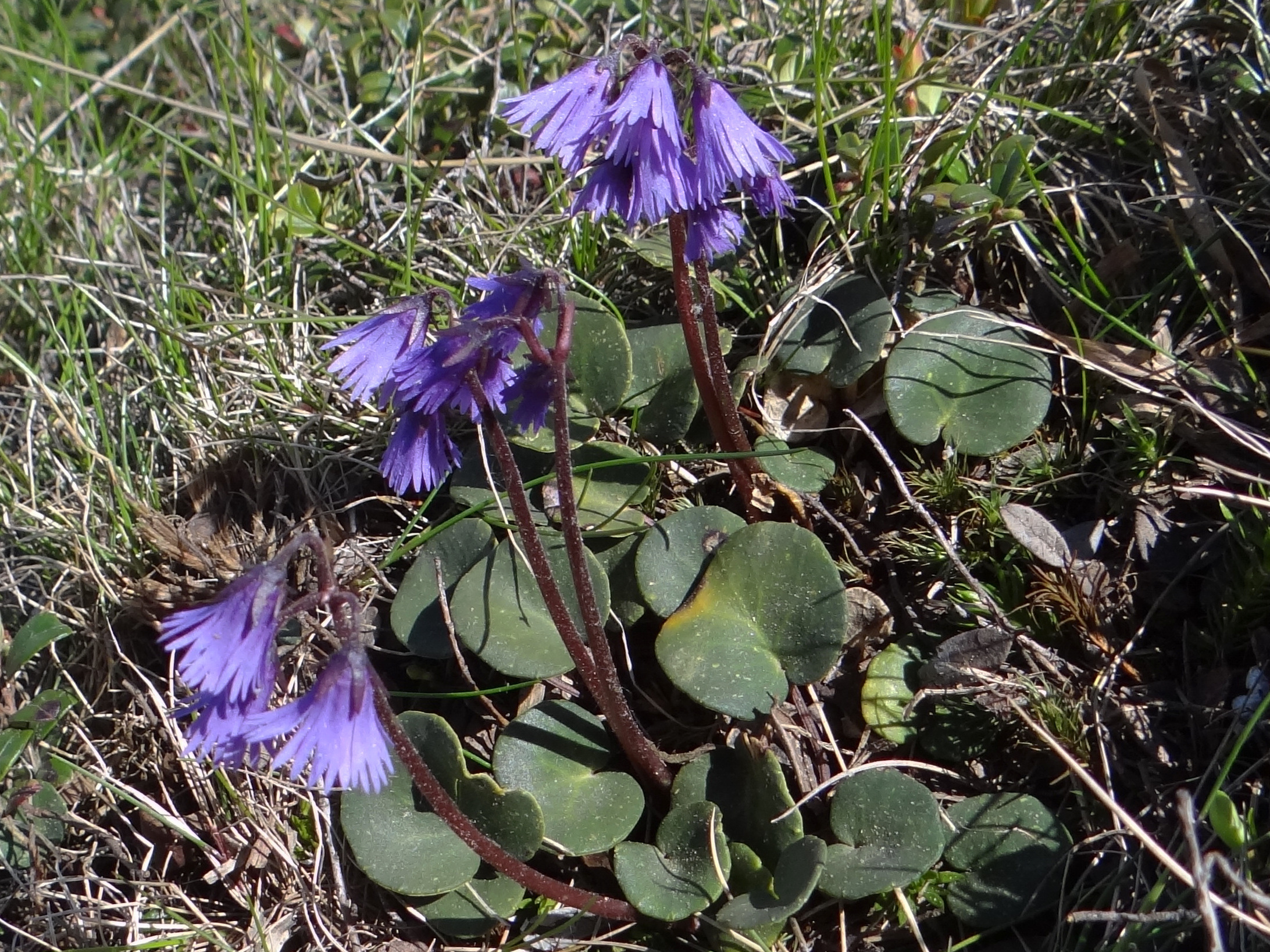
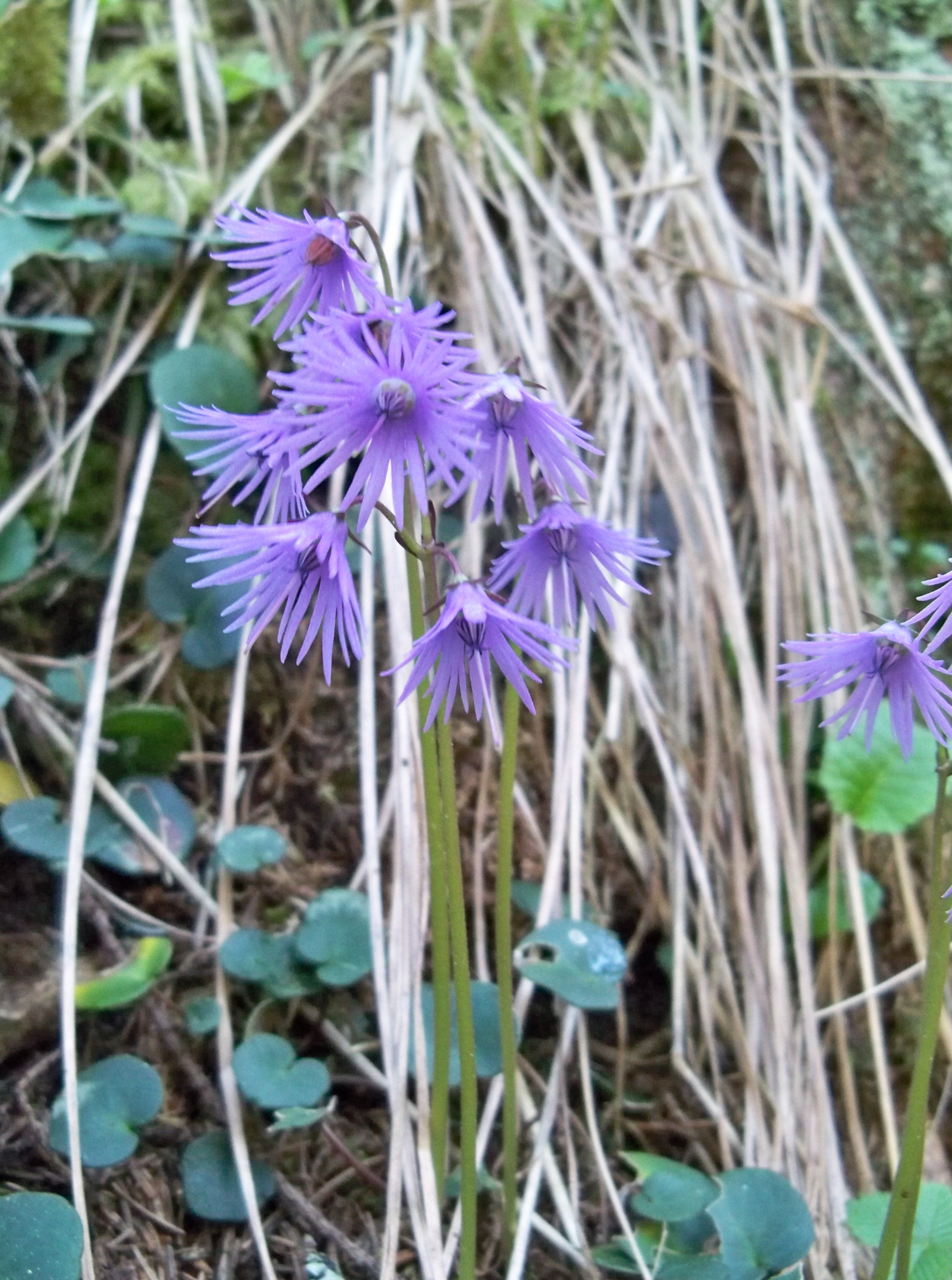
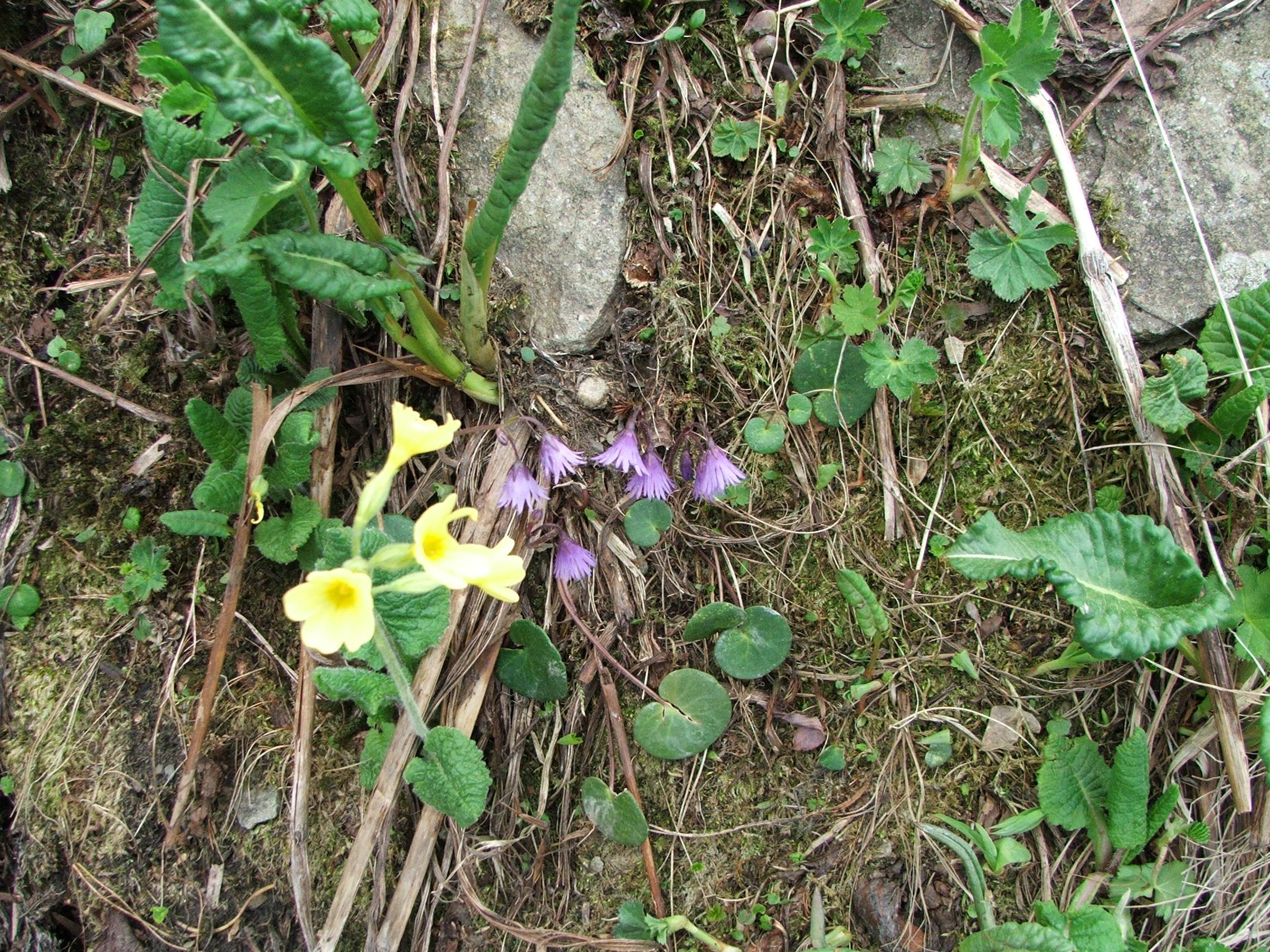